# Palivový kombinát Ústí
Palivový kombinát Ústí, státní podnik byl v letech 1991–2022 státní podnik, zabývající se revitalizací krajiny dotčené důlní činností a likvidacemi starých ekologických zátěží po těžbě uhlí. Sídlo podnikového ředitelství bylo na adrese Hrbovická 2, Chlumec, v okrese Ústí nad Labem v Ústeckém kraji.

## Historie
Palivový kombinát Antonína Zápotockého (PKAZ) vnikl roku 1968 sloučením Dolu Antonín Zápotocký a Tlakové plynárny Úžín. Roku 1977 zahájil těžbu v nově otevřeném lomu Chabařovice. Po politických změnách roku 1989 dostal podnik za úkol v rámci útlumu těžby revitalizaci poškozené krajiny. V roce 1997 Palivový kombinát ukončil veškerou těžbu a zpracování uhlí. Následně se začaly připravovat rekultivační projekty, k největším patřila tvorba jezer v bývalých lomech Chabařovice a Ležáky (tzv. hydrická rekultivace).
Dne 17. prosince 1990 byl založen státní podnik Palivový kombinát Ústí s úkolem zajistit těžbu a odbyt hnědého uhlí. V roce 1991 došlo ke změně rozhodnutí, a to k ukončení těžby uhlí a zahájení rekultivace území lomu Chabařovice. Těžba byla ukončena v roce 1997. Od roku 2004 byly pod kombinát převáděny doly s ukončenou těžbou: ze společnosti Důl Kohinoor a.s. oblasti Ležáky a Kohinoor, ze společnosti Českomoravské doly oblast Kladenské doly. V roce 2005 byl Palivový kombinát Ústí sloučen s Východočeskými uhelnými doly a v roce 2007 vzniklo středisko Moravské naftové doly, později přejmenované na středisko Hodonín, s úkolem likvidace ekologických škod. Dále v tomto roce přešly pod kombinát státní podniky Doly a úpravny Komořany, Doly Nástup Tušimice a Palivový kombinát Vřesová.
K 1. lednu 2022 byl Palivový kombinát Ústí začleněn do státního podniku DIAMO.
Střediska PKÚ:
- Chabařovice[5]
- Kohinoor[6]
- Kladno[7]
- Závodní báňská záchranná stanice Libušín[8]
- Trutnov – Východočeské uhelné doly[9]
- Závodní záchranná stanice Odolov[10]
- Hodonín[11]
- Doly a úpravny Komořany[12][13]
- Doly Nástup Tušimice[14], středisko zaniklo v roce 2010. Důl je součástí Severočeských dolů a.s. v majetku skupiny ČEZ s předpokládanou dobou těžby do roku 2035.[15]

Mezi hlavní kompetence Palivového kombinátu Ústí, s. p. patří:
- revitalizace krajiny dotčené těžební činností
- zahlazování následků hornické činnosti v oblasti starých a opuštěných důlních děl
- likvidaci starých ekologických zátěží po těžbě ropy a zemního plynu
- sledování režimu důlních vod v území v minulosti zasaženém dobýváním uhlí[7]
- realizace převodu nepotřebného majetku státu
- správa majetku sloužícího k energetické bezpečnosti státu
- vypořádání majetkoprávních vztahů a restitučních nároků
- technická likvidace již nepotřebných objektů v souladu s programem ZNHČ státního podniku

Mezi významné rekultivační a revitalizační počiny patří dokončení rekultivace krajiny v oblasti Most a vytvoření jezera Most, které bylo napuštěno v roce 2014. Dále rekultivace oblasti lomu Chabařovice a vytvoření jezera Milada, které bylo napouštěno v letech 2001–2010. Rekultivační projekty v jiných lokalitách zrahrnují likvidaci ekologických následků ropných vrtů na území Jihomoravského kraje v biosférické rezervaci Dolní Morava, ptačí oblasti Soutok-Tvrdonicko a v oblasti s výskytem několika maloplošných chráněných území a řady významných krajinných prvků, v chráněné oblasti přirozené akumulace vod (CHOPAV) „Kvartér řeky Moravy“ – oblast NATURA 2000.